# Napoleon's Barber

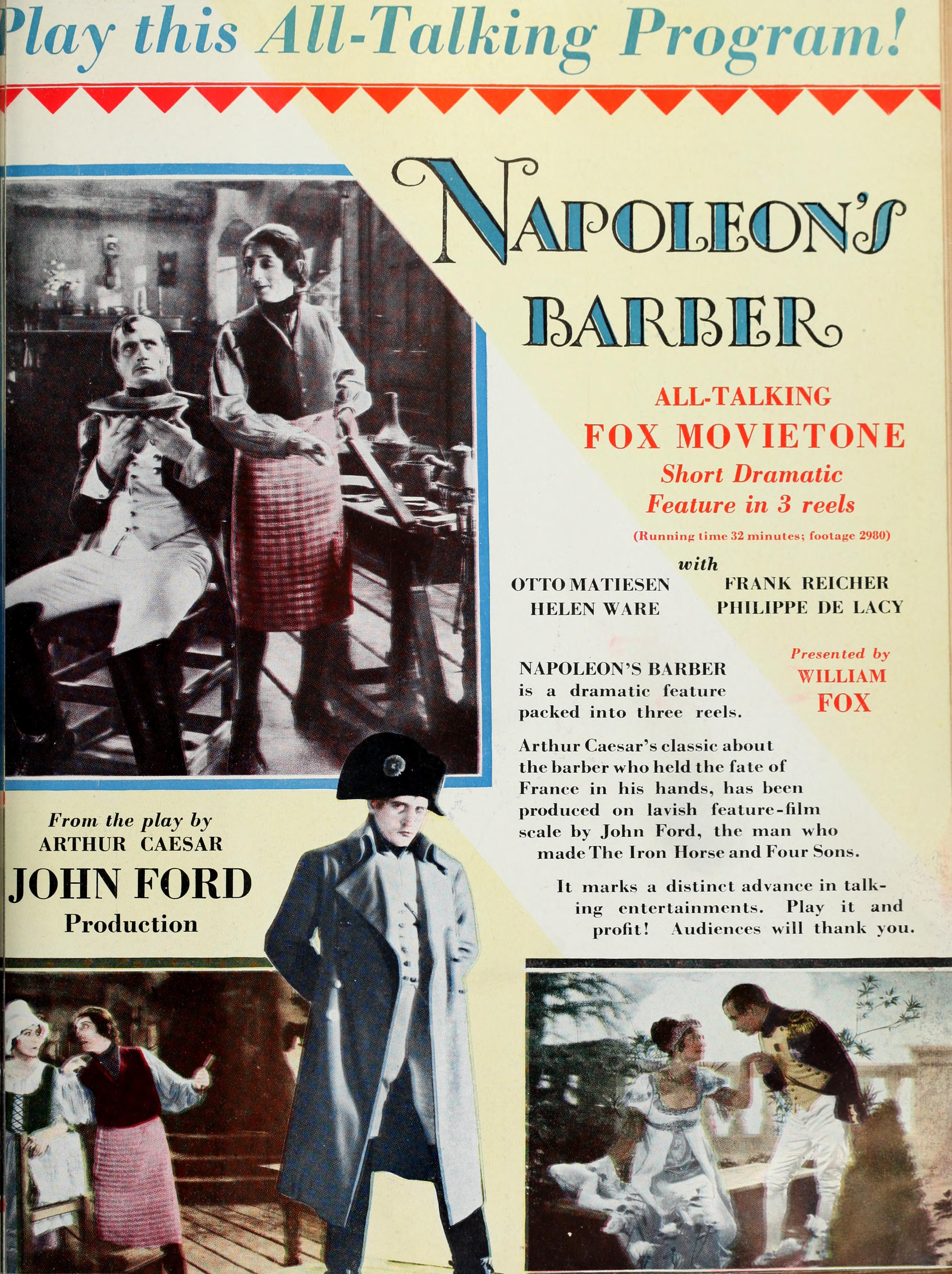
L'affiche du film "Napoleon's Barber" en 1928

Napoleon's Barber est un film américain réalisé par John Ford, sorti en 1928. C'est le premier film entièrement parlant de Ford. Ce film est aujourd'hui perdu.

## Synopsis
Après la Bataille de Waterloo. un barbier se vante de ce qu'il ferait à Napoléon s'il lui arrivait de le croiser mais il ne se doute pas que son client est justement Napoléon.

## Fiche technique
- Titre original : Napoleon's Barber
- Réalisation : John Ford
- Scénario : Arthur Caesar, d'après sa pièce
- Photographie : George Schneiderman et Joseph August
- Production : William Fox
- Société de production : Fox Film Corporation
- Société de distribution : Fox Film Corporation
- Pays d'origine :  États-Unis
- Langue originale : anglais
- Format : Noir et blanc  — 35 mm — 1,37:1- Mono (Western Electric Movietone sound-on-film sound system)
- Genre : Comédie
- Durée : 2 980 pieds, 32 minutes
- Date de sortie :
  - États-Unis : 24 novembre 1928

## Distribution
- Otto Matieson : Napoléon
- Natalie Golitzen : Joséphine
- Frank Reicher : le barbier
- Helen Ware : la femme du barbier
- Philippe De Lacy : le fils du barbier
- D'Arcy Corrigan : le tailleur
- Russ Powell : le forgeron
- Michael Mark : un paysan
- Buddy Roosevelt : un officier français
- Ervin Renard : un officier français
- Youcca Troubetzkov : un officier français
- Joseph Waddell : un officier français
- Henry Hebert : un soldat

## Autour du film
C'est le premier film parlant dont les scènes sont tournées en extérieur.[réf. nécessaire] À ce propos Ford déclare : « C'était juste un film de trois bobines, l'histoire de Napoléon qui s'arrête en route vers Waterloo pour se faire raser. Naturellement il ne serait pas allé chez un barbier pour cela, mais ici, il le fait. C'était la première fois que l'on allait à l'extérieur avec un système d'enregistrement sonore. On m'a dit que cela n'était pas faisable. J'ai dit : "Pourquoi, diable, est-ce que cela ne peut être fait ?" Ils ont dit : "Eh bien, vous ne pouvez pas parce que", et on m'a submergé d'un discours intellectuel. J'ai dit alors : "Eh bien, nous allons essayer." Nous avions la calèche de Joséphine qui arrivait sur un pont et les ingénieurs du son ont dit : "Ce n'est pas possible, c'est trop bruyant." Mais c'était parfait - le bruit des chevaux comme celui des roues - parfait. Lorsque le son est arrivé, nous avons été virés. Ils nous ont désintéressés financièrement au film sous le pretexte que nous ne connaissions rien au son et ils ont engagé tout un groupe de metteurs en scène de théâtre de New-York. C'était une situation comique : ils ont envoyé ces types sur les plateaux pour faire des films sonores - les tournages étaient prévus à cette époque-là pour trois ou quatre semaines - et après huit semaines ces types n'avaient tourné qu'une demi-bobine, et le résultat était horrible. Ils ont alors dû nous réengager, mais alors nous avons exigé d'être mieux payés, menaçant en cas de refus de ne pas revenir. Ils ont donc augmenté nos salaires et nous sommes tous revenus. Nous avons dit aux acteurs : "Ce que vous avez à dire ? Et bien, contentez-vous de le dire." Et ce fut parfait. Il n'y avait rien de plus à apprendre. Dans les films muets, nous avons toujours eu des acteurs qui devaient dire le texte prévu, car il y avait des gens parmi les spectateurs qui savaient lire sur les lèvres.»